# Endomychus rogeri
Endomychus rogeri es una especie de coleóptero de la familia Endomychidae.

## Distribución geográfica
Habita en Hoa Binh y  Tonkín en (Vietnam).